# Robot9000
Robot9000 (r9k) é um script open-source de moderação de salas de bate-papo desenvolvido em 2008 por Randall Munroe. Originalmente desenvolvido para moderar um dos canais de IRC relacionados ao xkcd, o algoritmo do software já foi adaptado para funcionar com outros serviços.

## Finalidade
Robot9000 tenta impedir a repetição de frases em canais de IRC silenciando temporariamente usuários que enviam mensagens idênticas a alguma outra já enviada no canal anteriormente. Se algum usuário continuar a enviar mensagens não-originais, o Robot9000 silencia o usuário por um período de tempo, quadruplicando o tempo para cada mensagem repetida que o usuário envia para o canal.

## Uso
- Logo após a postagem de Munroe ser publicada, o administrador do 4chan moot adaptou o script para moderar a página experimental /r9k/ do site.
- A Twitch.tv oferece o Robot9000 ("modo r9k") como um recurso opcional para os canais usarem em suas caixas de bate-papo.[2]